# Zentralamerika- und Karibikspiele 1978/Tennis
Die Tenniswettbewerbe der XIII. Zentralamerika- und Karibikspiele 1978 wurden vom 8. bis 16. Juli auf neu für die Spiele angelegten Hartplätzen im Parque Recreativo Atanasio Girardot in Medellín ausgetragen. Es fanden bei Damen und Herren Einzel und Doppel sowie der Mixedwettbewerb statt.

## Herren

### Einzel
| Platz | Land        | Spieler        |
| ----- | ----------- | -------------- |
| 1     | Puerto Rico | Pedro González |
| 2     | Mexiko      | Javier Ordaz   |
| 3     | Venezuela   | Abraham Sojo   |

### Doppel
| Platz | Land                    | Spieler                          |
| ----- | ----------------------- | -------------------------------- |
| 1     | Venezuela               | Juan Bóveda Ismael Sauce         |
| 2     | Kolumbien               | Hernando Aguirre Germán Valencia |
| 3     | Dominikanische Republik | Emilio Vásquez Jaime Verd        |

## Damen

### Einzel
| Platz | Land      | Spielerin         |
| ----- | --------- | ----------------- |
| 1     | Mexiko    | Alejandra Vallejo |
| 2     | Mexiko    | María Llamas      |
| 3     | Venezuela | Marlin Noriega    |

### Doppel
| Platz | Land      | Spielerinnen                         |
| ----- | --------- | ------------------------------------ |
| 1     | Venezuela | Mary Bóveda Marlin Noriega           |
| 2     | Mexiko    | Lourdes Díaz Ponce Alejandra Vallejo |
| 3     | Kuba      | Iluminada Conceptión Paula Hernández |

## Mixed
| Platz | Land        | Spieler                                 |
| ----- | ----------- | --------------------------------------- |
| 1     | Puerto Rico | Cristina González Pedro González        |
| 2     | Mexiko      | Alejandra Vallejo Javier Ordaz          |
| 3     | Kuba        | Iluminada Conceptión Humberto Camarotti |

## Medaillenspiegel
| Platz | Land                    | Gold | Silber | Bronze | Gesamt |
| ----- | ----------------------- | ---- | ------ | ------ | ------ |
| 01    | Venezuela               | 2    | —      | 2      | 4      |
| 02    | Puerto Rico             | 2    | —      | —      | 2      |
| 03    | Mexiko                  | 1    | 4      | —      | 5      |
| 04    | Kolumbien               | —    | 1      | —      | 1      |
| 05    | Kuba                    | —    | —      | 2      | 2      |
| 06    | Dominikanische Republik | —    | —      | 1      | 1      |

## Quelle
- Memoria De los XIII Juegos Deportivos Centroamericanos y del Caribe, im Auftrag des Organisationskomitees erstellt von Julián Pérez Medina und Armando Cardona Catoño (PDF-Datei, 56,4 MB), S. 398–409.